# Aserbaidschanische Davis-Cup-Mannschaft
Die aserbaidschanische Davis-Cup-Mannschaft ist die Tennisnationalmannschaft der Aserbaidschan, die das Land im Davis Cup vertritt.

## Geschichte
Aserbaidschan nahm 1996 erstmals eigenständig am Davis Cup teil, nachdem seine Spieler bis 1992 für die Sowjetunion angetreten waren. Gleich im ersten Jahr musste das Team aus der Europa/Afrika Zone Gruppe III in die Gruppe IV absteigen. 2002 gelang der Wiederaufstieg. 2003 erreichte die Mannschaft als Gruppenvierter ihr bestes Ergebnis. Nachdem Aserbaidschan 2004 nicht am Bewerb teilgenommen hatte, spielte es 2005 und 2006 wieder in der Gruppe IV. Seither hat das Land für keine Auflage des Davis Cups mehr genannt.
Erfolgreichster Spieler mit 30 Siegen und 12 Niederlagen ist Emin Ağayev. Er ist gleichzeitig auch Rekordspieler.